# Издательство Чикагского университета
Издательство Чикагского университета (англ. University of Chicago Press) — крупнейшее и одно из старейших университетских издательств в США.
Управляется Чикагским университетом и издаёт широкий спектр научных работ, в том числе «Чикагское руководство по стилю», многочисленные академические журналы и монографии в различных академических областях. Одним из его практически независимых проектов является BiblioVault, цифровое хранилище научных книг.
Здание издательства находится к югу от Мидуэй-Плезанс в кампусе Чикагского университета.

## История
Издательство Чикагского университета было основано в 1890 году, что делает его одним из старейших постоянно действующих университетских издательств в Соединённых Штатах. Его первой опубликованной книгой были «Ассирийские и вавилонские письма, принадлежащие к коллекциям Куюнджика Британского музея» Роберта Ф. Харпера. За первые два года существования книги было продано пять экземпляров, но к 1900 году издательство Чикагского университета опубликовало 127 книг и брошюр и 11 научных журналов, в том числе Journal of Political Economy, Journal of Near Eastern Studies и American Journal of Sociology.
Первые три года издательство работало независимо от университета; им управляло бостонское издательство DC Heath and Company совместно с чикагской типографией RR Donnelley. Однако это сотрудничество оказалось нежизнеспособным, и в 1894 году университет официально взял ответственность за издательство на себя.
В 1902 году, уже будучи частью университета, издательство начало работу над Decennial Publications. Это издание, состоящие из статей и монографий учёных и администраторов о состоянии дел в университете и исследованиях его преподавателей, радикально изменило издательство. Это позволило к 1905 году начать издавать книги учёных, не принадлежащих к Чикагскому университету. К существующему штату типографов и наборщиков был добавлен отдел редактирования рукописей и корректуры, что привело в 1906 году к первому изданию «Чикагского руководства по стилю».
К 1931 году The University of Chicago Press было признано ведущим академическим издательством. Основные книги того времени включают «Новый Завет: американский перевод» д-ра Эдгара Дж. Гудспида (первая успешная книга издательства в общенациональном масштабе) и последовавшая затем «Полная Библия: американский перевод» Гудспида и Дж. М. Повис Смита; «Словарь американского английского» сэра Уильяма Александра Крейги, опубликованный в четырёх томах в 1943 году; «Кентерберийские рассказы» Джона Мэнли и Эдит Рикерт, опубликованные в 1940 году; и «Руководство по написанию семестровых работ и диссертаций» Кейт Турабьян.
В 1956 году издательство впервые начало публиковать книги в мягком переплёте (включая серию Phoenix Books). Из самых известных книг большинство датируется 1950-ми годами, включая «Полное собрание греческих трагедий» и «Илиада» в переводе Ричмонда Латтимора. В том же десятилетии было выпущено первое издание «Греко-английского словаря Нового Завета и другой раннехристианской литературы», которое с тех пор используется изучающими койне во всём мире.
В 1966 году Моррис Филипсон начал своё 34-летнее пребывание в должности директора University of Chicago Press. Он выделил время и ресурсы на расширение каталога книг, прославившись тем, что приступил к реализации амбициозных научных проектов, одним из самых крупных из которых были «Письма Лайла» — обширная коллекция переписки Артура Плантагенета, 1-го виконта Лайла XVI века, являющаяся богатым источником информации обо всех аспектах жизни того времени.
Одновременно с увеличением объёма научных публикаций издательство также начало печатать неакадемическую литературу. В 1992 году книги Нормана Маклина «И катит воды река» («Там, где течёт река») и «Юноши и огонь» стали национальными бестселлерами; по первой из них был снят фильм с Робертом Редфордом в главной роли.
В 1982 году Филипсон стал первым директором академического издательства, получившим награду Publisher Citation, одну из самых престижных наград ПЕН-клуба. Незадолго до выхода на пенсию в июне 2000 года Филипсон получил премию Кертиса Бенджамина за творческую издательскую деятельность Ассоциации американских издателей, присуждаемую тем, чей «творческий подход и лидерство оставили неизгладимый след в американском издательском деле».
С 2000 по 2007 год должность директора издательства занимала Паула Баркер Даффи. Под её руководством издательство расширило свою дистрибьюторскую сеть и создало Чикагский центр цифровой дистрибуции (CDC) и BiblioVault. Были изданы такие книги, как «Энциклопедия Чикаго», «Миллениум-парк» Тимоти Дж. Гилфойла, а также новые издания «Чикагского руководства по стилю», «Руководства по написанию семестровых работ и диссертаций» и «Испанского словаря Чикагского университета». Издательство также выпустило электронную версию «Чикагского руководства по стилю».
В 2014 году на Лондонской книжной ярмарке издательство получило награду International Academic and Professional Publisher Award за выдающиеся достижения.

## В настоящее время

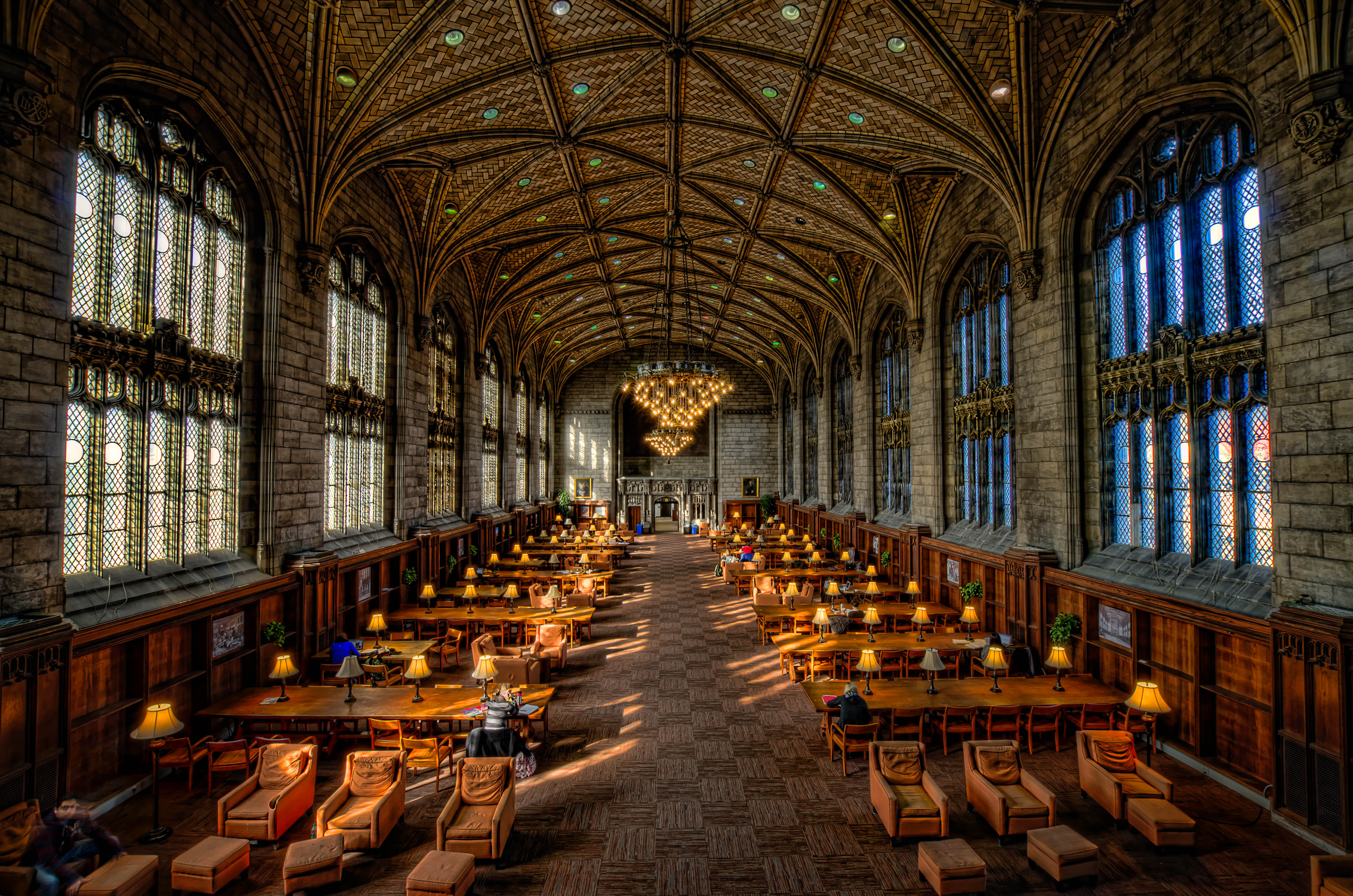
Чикагский университет, Библиотека Чикагского университета

1 сентября 2007 года 15-м директором University of Chicago Press стал Гаррет П. Кили. Он возглавил одно из крупнейших академических издательств, в котором работают более 300 человек в трёх отделах — книги, журналы и распространение, — и которое ежегодно публикует 81 журнал, около 280 новых книг и 70 переизданий в мягкой обложке.
Издательство публикует более 50 новых книг в год по многим предметным областям. Оно также издаёт региональные издания, такие как «Энциклопедия Чикаго» (2004) под редакцией Джеймса Р. Гроссмана, Энн Даркин Китинг и Дженис Рейфф; «Чикагцы: потерянный журнал эпохи джаза» (2008) Нила Харриса; «Ещё раз: Лучшее от Майка Ройко» (1999), сборник колонок лауреата Пулитцеровской премии журналиста Майка Ройко из Chicago Sun-Times и Chicago Tribune; и многие другие книги об искусстве, архитектуре и природе Чикаго и Среднего Запада.
Издательство расширило свои цифровые предложения, включив в них большинство недавно опубликованных книг, а также основные позиции из ранее изданных. В 2013 году Chicago Journals начали предлагать электронные издания каждого нового выпуска каждого журнала для использования на устройствах для чтения электронных книг, таких как смартфоны, iPad и Amazon Kindle. Содержание «Чикагского руководства по стилю» доступно онлайн для платных подписчиков. Чикагский дистрибьюторский центр признан ведущим дистрибьютором научных работ с более чем 100 клиентами.

### Книжный отдел
Книжный отдел издательства занимался печатью книг для учёных, студентов и широкой публики с 1892 года, и с момента своего основания опубликовал более 11 000 книг. В настоящее время в каталоге книжного отдела более 6000 напечатанных книг, в том числе такие известные работы, как «Чикагское руководство по стилю» (1906); «Структура научных революций» (1962) Томаса Куна; «И катит воды река» (1976) Нормана Маклина и «Дорога к рабству» (1944) Ф. А. Хайека. В июле 2009 года издательство объявило о программе Chicago Digital Editions, которая сделала многие издания доступными в форме электронных книг для продажи частным лицам. По состоянию на август 2016 года в этом формате доступно более 3500 наименований. В августе 2010 года издательство опубликовало 16-е издание «Чикагского руководства по стилю», одновременно в печатном и онлайн вариантах. Книжный отдел предлагает программу «Бесплатная электронная книга месяца», в которой посетители сайта могут указать свой адрес электронной почты и получать раз в месяц ссылку на бесплатную электронную книгу.

### Отдел журналов
Отдел журналов University of Chicago Press издаёт и распространяет влиятельные научные публикации от имени научных и профессиональных обществ и ассоциаций, фондов, музеев и других некоммерческих организаций. По состоянию на 2016 год оно публикует 81 журнал по широкому кругу академических дисциплин, включая биологические и медицинские науки, образование, гуманитарные науки, естественные и социальные науки. Все они представляют собой рецензируемые журналы, среди читателей которых — студенты, учёные и практикующие врачи, а также заинтересованные, образованные люди. С 1974 года University of Chicago Press издаёт престижный гуманитарный журнал Critical Inquiry. Подразделение журналов стало пионером в предоставлении научных и научных журналов в электронной форме одновременно с их печатными изданиями. В 1995 году было начато электронное издательство; к 2004 году все журналы, издаваемые University of Chicago Press, были доступны в Интернете. В 2013 году все новые номера журнала также стали доступны подписчикам в формате электронных книг.

### Чикагский дистрибьюторский центр
Подразделение дистрибьюторских услуг обеспечивает обслуживание клиентов, складские и прочие услуги. Чикагский дистрибьюторский центр (CDC) начал оказывать услуги по распространению в 1991 году; его первым клиентом стало издательство University of Tennessee Press. В настоящее время (2020 год) CDC обслуживает около 100 издательств, включая Northwestern University Press, Stanford University Press, Temple University Press, University of Iowa Press, University of Minnesota Press и многие другие. С 2001 года, при финансовой поддержке фонда Меллона, Чикагский центр цифровой дистрибуции (CDDC) предлагает книжным издателям услуги цифровой печати и услуги цифрового репозитория BiblioVault. В 2009 году CDC начал продавать электронные книги напрямую физическим лицам, в частности, предоставив услуги цифровой доставки для University of Michigan Press. Чикагский дистрибьюторский центр также установил партнёрские отношения с 15 другими издательствами, включая University of Missouri Press, West Virginia University Press и фондом Гетти.